# UNEF - Union Nationale des Étudiants de France
L'UNEF (Unione Nazionale degli Studenti di Francia) è la principale associazione studentesca francese, fondata nel 1907. Presente in tutti gli atenei universitari del Paese, eccezion fatta per la Corsica, rappresenta gli studenti universitari e si relaziona con le Istituzioni, le forze politiche e l'amministrazione universitaria, dal livello locale a quello nazionale. L'UNEF si denomina come "sindacato studentesco", storicamente di sinistra ma indipendente dai partiti, è tra i fondatori dell'European Students'Union, che riunisce le associazioni studentesche universitarie di tutta Europa, come l'italiana Unione degli universitari.

## Storia
Fu fondata a Lilla nel 1907, durante un'assemblea cui tennero parte Associazioni Generali degli Studenti Universitari (AGE) da tutta la Francia. Dal 1946, anno dell'approvazione della Carta di Grenoble che definiva gli universitari come "giovani lavoratori intellettuali", si coordina con i sindacati dei lavoratori. Negli anni cinquanta ha preso parte attivamente alle proteste per l'Indipendenza dell'Algeria dalla Francia, e a quelle del Maggio Francese nel 1968. Questi posizionamenti politici portarono a diverse scissioni delle componenti più conservatrici, che determinarono la fine della "Grande UNEF", ed un posizionamento a sinistra dell'associazione, che pertanto elaborò diversi documenti in cui si proclamava indipendente dai partiti.
La forte politicizzazione del dibattito politico seguita al 1968 causò molte tensioni tra le correnti ideologiche interne all'UNEF, che si divisero sulla scelta di aderire alle elezioni universitarie. Nel 1971 le componenti tennero due congressi distinti:
- UNEF - Unité Syndicale si riunì Digione supportata dai sindacati Force Ouvrière (FO) e Confédération Française Démocratique du Travail (CFDT), contro ogni coinvolgimento del sindacato studentesco nelle dinamiche istituzionali, per affermare l'indipendenza dai partiti e le istanze di cambiamento sociale degli studenti;
- UNEF - Renouveau tenne il suo congresso a Parigi, sostenuta dagli studenti più vicini al Partito Comunista Francese, alla CGT, ad alcune minoranze di sinistra del Partito Socialista Francese ed alla Gioventù Studentesca Cristiana (JEC), sostenendo la vocazione prettamente sindacale dell'UNEF e lasciando ai partiti e alle loro giovanili l'azione politica.

L'UNEF-US diede origine, a seguito della fusione col Movimento di Azione Sindacale (MAS), all'UNEF - Indépendante et démocratique nel 1980 a Nanterre. L'UNEF-ID perseguiva l'idea di un sindacato studentesco che unisse tutti gli studenti non comunisti. Anche L'UNEF-R cambiò nome in UNEF - Solidarité étudiante nel 1982, e mantenne stretti legami con la frastagliata galassia comunista francese. Le due associazioni convissero separate per quasi vent'anni, e furono influenzate dai forti cambiamenti dello scenario politico nazionale causati dalla vittoria di Mitterrand prima e dalla Caduta del Muro di Berlino poi, che portarono ad esempio alla compresenza dei due soggetti alle elezioni universitarie.
Il 24 giugno 2001, dopo un anno di collaborazione seguito alla presentazione di liste comuni per le elezioni del CNESER, l'UNEF-ID e parte dell'UNEF-SE si riunirono nella "Assemblea Generale di Riunificazione del Sindacato Studentesco", portando alla nuova nascita dell'UNEF. La maggioranza dell'UNEF-SE da allora fu protagonista di diverse scissioni, che si congiunsero con altri movimenti studenteschi della sinistra radicale francese, dando origine a Solidaires Étudiant-e-s.
Oggi l'UNEF collabora con tutti i principali sindacati francesi attivi nel mondo dell'Istruzione, in particolar modo CGT, FO, UNSA, CFTC, FSU, meno con l'Union syndicale Solidaires, che supporta Solidaires Étudiant-e-s. Nelle scuole superiori francesi ha relazioni con l'Union syndicale lycéenne (USL).
L'attuale presidentessa dell'associazione è Lilâ Le Bas, e sono iscritti all'UNEF 5 degli 11 membri del Consiglio Nazionale dell'Istruzione Superiore e della Ricerca (CNESER), organo consultivo del Ministero dell'Istruzione Superiore e della Ricerca, rappresentando la delegazione studentesca più ampia insieme a quella della FAGE. Nel 2015 ha espresso 4 degli 8 rappresentanti degli studenti nel CNOUS, il Centro Nazionale Opera Universitaria e Studentesca che amministra i servizi riservati agli studenti negli atenei francesi, riunendo i CROUS con la stessa funzione a livello regionale.